# Peter Schep
Peter Otto Schep (ur. 8 marca 1977 w Utrechcie) – holenderski reprezentant kolarstwa torowego, specjalizujący się w wyścigu punktowym.
Sześciokrotny medalista mistrzostw świata. Jedyny złoty medal zdobył w 2006, w Bordeaux.